# Партия реальной политики
Па́ртия реа́льной поли́тики (пол. Stronnictwo Polityki Realnej) — польская консервативная партия начала XX века.
Лидерами партии были Мариан Здзеховский, Эразм Пильц, Иосиф Островский.
Представители партии входили в состав Государственного совета Российской империи, в том числе Леопольд Кроненберг (1907—1910), Юзеф Островский (1906—1908, 1909—1910), Генрих Потоцкий (1908—1909 и 1910—1912) и Евстафий Добецкий (1906—1909). В состав Второй Государственной Думы (1907) от партии были избраны Генрих Дембинский (от Радомской губернии) и Генрих Потоцкий (от Келецкой губернии).
В годы немецкой оккупации (1914—1918) представители партии активно участвовали в органах местного самоуправления. После провозглашения независимости Польши партия не смогла получить массовую поддержку и в марте 1923 года была распущена. Большая часть её членов влилась в состав Национально-демократической партии.